# Lubochnia (Łódź)
Pour les articles homonymes, voir Lubochnia.
Lubochnia est une localité polonaise, siège de la gmina de Lubochnia, située dans le powiat de Tomaszów Mazowiecki en voïvodie de Łódź.